# Oseltamivir
Oseltamivir è un farmaco antivirale per il trattamento e la profilassi della influenza A e B, disponibile sotto forma di sale fosfato in capsule rigide o in sospensione per uso orale (Tamiflu, Roche). Si tratta di un medicinale soggetto a prescrizione medica.
La formulazione commerciale (oseltamivir fosfato) è un profarmaco del metabolita attivo (oseltamivir carbossilato), un inibitore selettivo degli enzimi neuraminidasi del virus influenzale. Il profarmaco viene convertito nel metabolita attivo principalmente nel fegato, ad opera delle esterasi epatiche.
Il blocco dell'enzima neuraminidasi, una glicoproteina presente sulla superficie del virione influenzale, inibisce la replicazione e la patogenicità del virus dell'influenza A e B in quanto l'attività dell'enzima è necessaria per il rilascio delle particelle virali di nuova formazione a partire dalle cellule infette e per la loro diffusione nell'organismo.
Poiché l'oseltamivir è attivo nei confronti dell'influenza umana, i timori di una possibile pandemia influenzale di origine aviaria nel 2005 hanno spinto molti governi a costituire ingenti scorte del farmaco.
Studi di profilassi, hanno evidenziato che gli inibitori della neuraminidasi non mostrano alcun effetto contro le malattie simil-influenzali.
L'efficacia dell'Oseltamivir (Tamiflu) 75 mg/die per os nei confronti dell'influenza asintomatica è stata del 61% (rischio relativo, RR = 0.39) oppure 73% (RR = 0.27) a 150 mg/die. Nella profilassi post-esposizione, Oseltamivir ha mostrato un'efficacia del 58.5% per le famiglie e del 68-89% nei contatti dei casi indice.
Oseltamivir al dosaggio di 150 mg/die è stato in grado di prevenire le complicanze respiratorie del tratto inferiore (OR = 0.32).
Un altro inibitore della neuraminidasi, lo Zanamivir ha presentato performance similari. 
A causa della loro bassa efficacia, gli inibitori della neuraminidasi non dovrebbero essere impiegati di routine nel controllo dell'influenza stagionale. (Jefferson TO et al, Cochrane Database Syst Rev 2006)
Col nome commerciale di Tamiflu, l'Oseltamivir è stato brevettato dal 1997 al 2001 dalla Gilead Sciences, che ha poi ceduto i diritti alla Roche, trattenendo una royalty sulle vendite del farmaco.

## Sintesi chimica
Il processo di sintesi utilizzato al momento dalla Roche è complesso, ed illustrato nella figura seguente.
Come si evince dall'illustrazione il composto chimico di partenza è l'acido shikimico, che costituisce un "collo di bottiglia" nel processo di sintesi del farmaco. L'acido shikimico, difatti, è un composto complesso che non può essere sintetizzato artificialmente ad un costo ragionevole, motivo per cui deve essere estratto da piante che lo producono naturalmente, in particolare l'anice stellato. Questi vegetali tuttavia hanno una resa produttiva bassa (3-7%). Si sta cercando di ovviare a questo problema con la creazione di coltivazioni intensive di questa pianta, e la ricerca sta cercando di creare ceppi transgenici di Escherichia coli dotati di un pool enzimatico in grado di provvedere alla sintesi dell'acido shikimico.
Queste difficoltà tecniche giustificano almeno in parte l'elevato costo del farmaco, che in Italia supera i 35 euro per confezione, che inciderebbe in modo consistente sulla spesa sanitaria in caso di un'ipotetica pandemia influenzale.
Diversi paesi stanno accumulando stock di oseltamivir per fronteggiare un'eventuale emergenza.